# Инцидент със Спаска Митрова
Инцидентът със Спаска Митрова е правен казус, засягащ Спаска Митрова, гражданка на Северна Македония, определяща се като българка. През лятото на 2009 г. Митрова е задържана от македонските власти във връзка с битов спор и излежава присъда от три месеца затвор. Българските медии и някои представители на правителството отдават необичайната присъда на българското гражданство и самоопределение на Митрова. Случаят предизвиква и дипломатически действия на двете държави.

## Юридически спор
Спаска Митрова е разведена с едно дете – момиченцето Сузана. На 29 юли 2009 г. вечерта тя е арестувана и вкарана в затвора в Идризово. Детето ѝ е взето и настанено в социален дом. Според съдебното решение причината за задържането ѝ е битов спор с бившия ѝ съпруг.
Според македонската страна случаят със Спаска Митрова води своето начало от 2007 година, когато срещу нея е заведено производство за отнемане на детето. Митрова е осъдена условно. След неколкократно обжалване от нейна страна македонският съд отхвърля жалбите. В края на 2008 г. е присъдена тримесечна ефективна присъда за опит за отнемане на малолетно дете. Опитите за обжалване отново се оказват неуспешни и поради тази причина младата жена е вкарана в затвора за да бъде изпълнена присъдата.

## Коментари в медиите
Емоционалните коментари в българската и македонската преса и електронни издания не закъсняват.
Според Сдружение Радко, развитието по случая със Спаска Митрова от страна на македонския съд се дължи на факта, че същата е членка на организацията.
Македонският политик Арбен Джафери изказва тезата, че случаят с българската гражданка се дължи на просръбската инерция на бившата югорепублика.
След като МПО „Швейцария на Балканите“, Торонто, обявява подкрепата си в полза на Спаска Митрова, председателят на организация Лабро Королов е изключен от борда на директорите и другите структури на МПО.

## Дипломатически действия
Макар и случаят със Спаска Митрова да започва като битов спор, той придобива международен характер. България реагира като страна, защитаваща свой гражданин, имайки горчивия опит зад гърба си с медиците в Либия. Според официалните власти случаят с младата жена и последващият му развой ще послужат като критерий, по който България ще оцени напредъка на Република Македония за членството ѝ в ЕС.
На 4 август 2009 г. българското Министерство на външните работи кани на разговор временно-управляващата посолството на Република Македония в София Дивна Тричковска.
Официалното становище на министерството е:
| „ | Начинът, по който е взето решението на съда, както и действията на властите по съпътстващите процедури ни дават основание да смятаме, че мотивите на съда не са само от юридически характер. Налице са твърдения на семейството на потърпевшата, че те имат връзка с публично изразеното българско самосъзнание на Спаска Митрова. Констатирали сме и други факти, които пораждат съмнения, че български граждани, както и македонски граждани с българско самосъзнание, се подлагат на административен, полицейски и друг натиск само заради самосъзнанието си. България ще отчита подхода на македонската страна в такива случаи, като един от критериите, по които ще оценяваме готовността на страната да извърши промените, позволяващи европейска интеграция на Република Македония. Настояваме въпросът да бъде спешно изяснен. | “ |

В съобщение, разпространено в македонските медии, Македонското министерство на външните работи заявява:
| „ | Двете държави не трябва да си позволяват злоупотреба с гражданствата и паспортите като алиби за бракоразводните проблеми или за прикриване на данък, какъвто например бе случаят с бившия министър на здравеопазването Владо Димов. Очакваме българските власти да се дистанцират от тази класическа манипулация с човешката съдба, тъй като отношенията между двете приятелски страни не трябва да стават заложник на хора, които търсят покритие на своите семейни недоразумения и криминални действия. | “ |

Посланиците на САЩ и ЕС в Македония смятат, че международният спор трябва да бъде разрешен не с конфронтация, а с диалог между двете държави. На 8 октомври 2009 година Спаска Митрова е освободена предсрочно от затвора. Впоследствие са ѝ повдигнати други обвинения и не е осъществена среща с дъщеря и Сузана.

## Психиатрична експертиза
На 27 януари 2010 г. съдът в Гевгели назначава психиатрична експертиза на Митрова на свое заседание. „Така се създава опасност българската гражданка да бъде обявена за невменяема, детето ѝ да бъде окончателно дадено на бащата, а самата Митрова да бъде изпратена на психиатрично лечение. Спаска не е виждала детето си от месеци, въпреки че има спечелено дело за това на първа инстанция“, се казва в официална позиция на ВМРО-БНД. Спаска си намира нов адвокат, след като предишните двама със заплахи са били принудени от властите да се откажат от делото, твърдят още от партията. От друга страна позицията на инициативния комитет „Спаска Митрова“ по случая е, че е очевидно нежеланието на управляващите в Република Македония да работят за бързо прекратяване на този дълбоко злепоставящ ги случай.

## Събитията на 22 февруари 2010 г.
Към 11.15 ч. десетина полицаи нахлули в двора на къщата, където живеят родителите на Спаска Митрова в градчето Гевгели. Полицаите извикали Спаска и грубо я заплашили, че ако има дори една кола с българска регистрация или един български журналист на делото ѝ в сряда, тя ще преживее още по-голям ужас от досегашния. Пред БТА кметът на община Банско Александър Краваров, в качеството си на заместник-председател на ВМРО-БНД, разказва, че Митрова му се е обадила по телефона и му е разказала за посещението на полицейските служители. Те ѝ заявили да се маха, защото може да ѝ се случи това, което вече е преживяла, т.е. отново да бъде вкарана в затвора.

## Развръзка на казуса
На 23 февруари 2011 г., медиите оповестяват новината, че Спаска Митрова печели окончателно делото за родителските права върху дъщеря си Сузана. Върховният апелативен съд на Република Македония постановява решение, с което се отхвърля жалбата срещу решението на първоинстанционния съд от октомври 2010 г. по делото за попечителството на Сузана.
На 12 февруари 2016 година Спаска Митрова губи делото за попечителство над детето си в Страсбург. Съдът постановява, че властите в Република Македония не са нарушили член 8 от Европейската конвенция за правата на човека.
Спаска Митрова почива на 28 юни 2020 година в Северна Македония след продължително боледуване от рак. До последния си ден тя живее заедно с дъщеря си Сузана, която към момента на смъртта и е на 14 години.